# Пепеуць (Румунія)
Пепеуць, Пепеуці (рум. Păpăuți) — село у повіті Ковасна в Румунії. Входить до складу комуни Загон.
Село розташоване на відстані 150 км на північ від Бухареста, 28 км на схід від Сфинту-Георге, 44 км на схід від Брашова.

## Населення
За даними перепису населення 2002 року у селі проживали 1302 особи.
Національний склад населення села:
| Національність | Кількість осіб | Відсоток |
| -------------- | -------------- | -------- |
| румуни         | 718            | 55,1%    |
| угорці         | 565            | 43,4%    |
| цигани         | 19             | 1,5%     |

Рідною мовою назвали:
| Мова      | Кількість осіб | Відсоток |
| --------- | -------------- | -------- |
| румунська | 718            | 55,1%    |
| угорська  | 584            | 44,9%    |